# スキャニメイト
スキャニメイト (Scanimate) は、1960年代末から1980年代にかけて使用された、ある種の電子式アナログコンピュータによりビデオ映像信号を生成加工（シンセサイズ）し、アニメーション映像を作り出すシステム機器の名称である。日本国内では、東洋現像所（現：イマジカ）が1台のみ所有していた。

## 概要
1970年代後半から1980年代前半にかけて、スキャニメイトシステムは、テレビ放送されたコマーシャル、販促活動、番組オープニングで、多数のビデオベースのアニメーションを制作するのに使用された。リアルタイムでアニメーションを制作する能力が、フィルムベースのアニメーションとコンピュータアニメーションに対して持っていた大きな長所の一つだった。スキャニメイトで表現可能な効果に限ればテレビ画像のフィルムベースのアニメーション技術は、このアニメーションの制作速度によりスキャニメイトに取って代わられた。1990年前後までには、スキャニメイトはより鮮明な画像と洗練されたイメージを提供するデジタルコンピュータアニメーション（具体的にはモーフィングなど）に取って代わられた。
スキャニメイトや同種のアナログコンピュータアニメーションシステムにより制作されたアニメーションは、フィルムベースのアニメーションとそれらを区別する多くの特色を持っている。
フィルムアニメーションは機材の都合上一般に24FPSが限界であり、描画・撮影に要する手間＝コストの理由から通常はもっと枚数が下がるのに対し、スキャニメイトではNTSCの（インターレース方式による）毎秒60フィールドの全てに対してアニメートが可能であり、そのため滑らかな動きが得られる。
紙やセルに描いたものをフィルムで撮影し、それをビデオに変換すると、どうしてもそのプロセスのために色彩の自由度には限界がある。それに対し、直接ビデオ信号を生成・操作していることから、非常に明るく鮮やかな色彩が得られる。また、生成された映像を見た印象としては、ある種の「電子的」とでもいうような雰囲気がある。

## スキャニメイトの過程
まず800本の走査線を持つ特殊な高画質モノクロカメラにより、高いコントラストを持つ絵画を撮影する。次に、この画像を高画質スクリーンに表示する。通常のモニターへの表示とは異なり、スキャニメイトの偏向信号は、電子回路によって制御できるようになっており、操作者により画像を様々な方法で「歪曲する」ことが可能である。そして、表示された画像がスクリーンからフィルムあるいはビデオカメラのいずれかに撮影される。ビデオ撮影の場合には、次にこの信号を特定の中間色を透明色に置換する装置であるカラライザーで処理する。このアイデアは、スキャニメイト自体の出力は常にモノクロ画像である事に支えられている。カラライザーの別の利点は、操作者に複数の画像レイヤーを扱う能力を与えるという点である。これにより、非常に複雑な画像の制作が可能となる。スキャニメイトの実行には2台のビデオレコーダーが使用される。背景となる画像が1台目のレコーダーで再生され、スキャニメイトアニメーションを加えた画像が2台目のレコーダーに録画される。この過程が全ての画像レイヤーに対して繰り返される。スキャニメイトでは非常に高画質のビデオレコーダーが必要となる。
なお、1990年代に東宝ビデオから発売された『スーパーロボット マッハバロン』LD-BOXの解説書内の鈴木清インタビューには、「当時は専用ソフトも存在しなかったので、どんな画像になるのかは機械を動かさないと全く分からない状態で、同じ画像の再現は不可能に近かった」と、当時ならではの苦労談が掲載されていた。

## スキャニメイトが使用された作品

### 映画
- 『2300年未来への旅』
- 『スター・ウォーズ・シリーズ』
- 『夢のチョコレート工場』
- 『サージャント・ペッパー』
- 『科学忍者隊ガッチャマン』 - テレビシリーズの再編集。新撮影部分で使用されている。
- 『ヤマトよ永遠に』
- 『宇宙戦艦ヤマト 完結編 70mm版』
- 『オーディーン 光子帆船スターライト』

### テレビ番組

#### ドラマ
- 『プレイガールQ』 - アイキャッチ
- 『江戸の牙』 - オープニング、アイキャッチ
- 『眠狂四郎無頼控』 - オープニング
- 『飛んだカップル』 - オープニング

#### アニメ
日本のアニメでは、特にタツノコプロが多用した。

##### タツノコプロ作品
笹川ひろし監督がスキャニメイトの扱いに長けていたことからアニメではタツノコプロ作品での使用例が多い。なお、タツノコプロ作品のクレジット表示では、「スキャニメイト」ではなく「スキアニメート」と表記していた。
- 『宇宙の騎士テッカマン』 - オープニング
- 『タイムボカン』 - 時間移動シーン
- 『ポールのミラクル大作戦』 - 不思議な国への出発&帰還
- 『科学忍者隊ガッチャマンII』 - 総裁Xの場面
- 『科学忍者隊ガッチャマンF』 - オープニングのタイトルロゴ
- 『ヤットデタマン』 - タイトルバック、巨神号・大天馬登場シーン、時間移動シーン

##### その他
- 『メーテルリンクの青い鳥 チルチルミチルの冒険旅行』 - オープニングでのスタッフのテロップ
- 『愛してナイト』 - オープニングの一部分
- 『ドラえもん (1979年のテレビアニメ)』 - 時間空間の背景（タイムマシン関連シーンが主）、オープニングでのタイトルロゴ表示

#### 特撮
日本現代企画が多用した。

##### 日本現代企画作品
- 『スーパーロボット マッハバロン』 - オープニングシーン・グラスルガーQの左手から光線（第9話）・アンジュラスＸＹの出現シーン（第19話）・ワルサーキルα号のαレーザー光線（第22話）
- 『少年探偵団 (BD7)』 - オープニングのタイトルロゴ及びサブタイトルシーン・怪人二十面相が変装を解くシーン
- 『小さなスーパーマン ガンバロン』

##### その他
- 『電撃!! ストラダ5』 - オープニングのタイトルロゴ・アンドロメダ（ストラダ隊員）の予知能力シーン
- 『UFO大戦争 戦え! レッドタイガー』
- 『西遊記II』 - 玉龍の変身シーン（人間←→馬）

#### ニュース番組
- 朝日フラッシュニュース…1970年代〜2005年3月
- NHK『ニュースセンター9時』…1979年の一時期OP
- 日本テレビ/NNN『NNNニュース』各タイトルOP:1976年4月 - 1982年3月
- フジテレビ/FNN『FNNニュース』各タイトルOP:1970年代後半 - 1984年?
- テレビ朝日/ANN『ANNニュースセブン・ANNニュースライナー・ANNニュースレーダー・ANNニュースファイナル』…1982年 - 1984年(タイトル表示のみ)
- 中部日本放送『CBCニュースワイド』…初代OP
- 名古屋テレビ『名古屋テレビニュース』…1970年代後半 - 1980年代前半
- 青森テレビ『ATVニュースワイド』…初代OP
- IBC岩手放送『IBCニュースエコー』…初代OP
- 福岡放送『FBSニュースリポート』…1976年? - 1980年代?
- 福島テレビ『FTVニュース』…1970年代後半? - 1987年3月
- 北陸放送『北国新聞・MROニュース、MROテレポート6』…1970年代後半? - 1980年代?。MROテレポート6は初代OP
- 関西テレビ『KTVニュース』…1980年代 - 1993年
- 北海道文化放送『道新ニュース』…1982年頃 - 1991年頃のOP 『テレビ道新6:30』…1979年 - 1980年3月(タイトル部分のみ)
- テレビ静岡『FNNテレビ静岡ニュース』…初代OP、1968年(開局) - 1986年3月頃
- 南日本放送『MBC6時こちら報道』…初代OP
- 山口放送『KRYテレビ夕刊』(第3世代)…初代OP
- 札幌テレビ放送『STVニュース』…1970年後半? - 1980年代後半?
- 読売テレビ『よみうりニュース NNN』…? - 1988年
- テレビ神奈川『TVKニュース』…1980年代?
- 新潟総合テレビ『NSTワイド630』…1981年 - 1984年
- 仙台放送『仙台放送イブニングニュース』…1978年10月2日 - 1984年9月28日
- 静岡けんみんテレビ『けんみんテレビニュース』…1980年代
- 東京12チャンネル『ニューストレイン出発進行』…1980年
- 宮崎放送『MRTニュースワイド』
- 静岡放送『静岡新聞ニュース』…1970年代後半 - 1980年代末期

#### スポーツ番組
- NHK『スポーツアワー』
- フジテレビ『プロ野球ニュース』

#### バラエティ・音楽番組等
バラエティ番組等では主にNHK、日本テレビ、フジテレビ、テレビ朝日、毎日放送の番組で多用された。

##### NHK
- 『ゲーム ホントにホント?』 - 1975年のOPにて使用されていた。
- 『みんなのうた』 （算数チャチャチャ）
- 『おかあさんといっしょ』 - 1979年頃のOPにて使用されていた。
- 『セサミストリート』

##### 日本テレビ
- 『カリキュラマシーン』
- 『土曜スペシャル』
- 『ジャニーズセブンショー』(1966年)
- 『NNNドキュメント’75』 - オープニングで使用。

##### TBS
- 『となりの真理ちゃん』 - オープニングタイトル及び人形登場シーン

##### フジテレビ
- 『ひらけ!ポンキッキ』- 楽曲の一部などに使用されていた。
- 『スターどっきり㊙報告』
- 『オレたちひょうきん族』 - 初代OPのタイトルバック。1981年頃。
- 『小川宏ショー』 - 「フレッシュワイド8:30」冠時代のタイトルバック。1981年～1982年3月29日（番組終了2日前）。
- 『おはよう!ナイスデイ』 - 初代OPのタイトルバック。
- 『笑っていいとも!』 - 初代OPのタイトルバック。1982年頃。番組放送終了日の2014年3月31日の特番『笑っていいとも!グランドフィナーレ感謝の超特大号』のOPでも再現された。
- 『夜のヒットスタジオ』 - 月曜10時時代末期のタイトルバック。1983年4月～1985年3月。
- 『火曜ワイドスペシャル』 - 一部番組にてタイトルバックなどに使用されていた。

##### テレビ朝日
- 『話題独占!全国歌謡ネットワーク』 - OPのタイトルバック。

##### 毎日放送
- 『アップダウンクイズ』 - 1979年3月〜11月頃までのOP映像（番組テーマ曲作曲は宇崎竜童）。また西郷輝彦司会時代のタイトルバック。
- 『すてきな出逢い いい朝8時』 - 1983年〜1990年代のタイトルバック。

##### その他
- 中京テレビ『お笑いマンガ道場』 - 1980年代中期までのOP映像。

#### その他
- フジテレビ - OP・CL『i・愛・eye』
- テレビ朝日 - 1977年4月～1987年まで使用されたCL。
- 北海道文化放送 - CI導入後（1983年頃）の放送開始・終了ID
- 福島放送 - 初代OP・CL『BIG SKY』（「F」マークが形成される部分）
- 山梨放送 - CI導入前の放送開始・終了ID。2011年7月24日のアナログ放送終了時にも使用。
- 関西テレビ - 1980年ごろの放送開始ID
- RKB毎日放送 - 1970年代後半〜1993年の福岡タワー送信所移転まで使用の放送開始、放送終了ID
- テレビ西日本 - 1980年代の放送開始ID
- 熊本県民テレビ - 開局から2006年まで使用された、OPおよびCL。

### コマーシャル
- 牛乳石鹸 - 「シャワラン」などのCMに使用。
- せんねん灸
- 備前屋 - 「あわ雪」1970年代後半 - 1990年代のCM
- 蒲郡ボート - 1970年代 - 1980年代のCM
- 渋谷整形外科
- トヨタフォークリフト - 1980年の「セーフティワイドマスト」CM
- 望月商事 - 1983年頃のCM

### ゲーム
LDゲームに、スキャニメイトで作られた映像が使われた。

#### アーケードゲーム
- スターブレイザー（1983年、セガ）
- 宇宙戦艦ヤマト（1985年、タイトー）